# Janibeg
Janibeg (segle XIV) fou kan de l'Horda d'Or. Era el tercer fill de Uzbeg Khan, i va succeir al seu germà Tinibeg, al que segurament va assassinar, vers el 1341. Tot i el crim que va marcar el seu ascens al tron fou considerat un governant savi i just i patró dels erudits.

## Metropolità de Moscou
Al pujar al tron els prínceps russos i el metropolità Teognost van rebre ordes d'anar a l'Horda per fer homenatge al nou kan; el gran príncep Simeó va rebre un tractament; Teognost fou detingut i se'l va pressionar per pagar un tribut eclesiàstic anual; el patriarca va al·legar els privilegis concedits per anteriors kans per justificar la seva exempció i va poder persuadir a Janibeg d'acontentar-se amb el pagament d'una suma de 600 rubles una sola vegada en lloc d'un pagament regular; la vídua d'Uzbeg, Taidula, amb permís del nou kan, va concedir a Teognost una nova exempció d'alguns pagaments.

## Principats russos
Alexandre, príncep de Pronsk, havia estat assassinat vers 1339 (quan anava a l'Horda a pagar el tribut) per Ivan Korotopol, príncep de Riazan. Yaroslav, fill d'Alexandre, va demanar ajut a Janibeg que va enviar un oficial de nom Kinduk, amb un exèrcit. Ivan fou assetjat a la seva capital, i fou capturat i executat i una part del principat de Riazan fou annexionada a Pronsk. L'exèrcit tàtar, com habitualment, va saquejar el territori. Vers el 1242 Constantí de Rostov, Constantí de Súzdal i Basili de Yaroslav van anar a l'Horda per ser confirmats en els seus principats.

## Incursió a Polònia
El 1343 els mongols van fer una incursió a Polònia que el mateix any va patir una plaga de llagosta. Els tàtars foren cridats per Dasko, governadors de Premisl (nomenat per Casimir III de Polònia el Gran), i per Daniel Ostreg. Casimir (1333-1370) va marxar contra ells i els va impedir creuar el Vístula prop de Sandomir; van passar uns dies assolant la rodalia i van intentar sense èxit conquerir Lublin, i finalment es van retirar.

## Conflicte a Crimea
Gairebé al mateix temps va esclatar un conflicte entre els mongols als genovesos i venecians a Tana a causa d'una disputa entre un burgès genovès i un tàtar en el que aquest darrer va resultar mort. Janibeg va exigir als genovesos la sortida de Tana però els genovesos van respondre de manera insolent i encara van mobilitzar tres galeres amb les que van saquejar la costa; el febrer de 1344 van atacar als tàtars que assetjaven Tana i en van fer una matança (15.000) destruint els aparells de setge fins que els atacants es van haver de retirar; dos mesos després un enviat del kan es va presentar a Gènova i es va acordar la pau. No gaire després el gran príncep Simeó, amb els seus germans Ivan i Andreu, va visitar altre cop l'Horda.

## Lituània
Gedimin de Lituània va morir el 1341, deixant el regne repartit entre els seus set fills sota autoritat del segon fill, Olgerd, que era més valent i hàbil que els altres. Olgerd es va dedicar a consolidar la seva posició i regnava a Vítsiebsk; el seu germà Unuti regnava a Vilna, un altre de nom Narimant a Pinsk i un altre de nom Kestuti a Troki. Olgerd era animista, i es va aliar al seu germà Kestuti, expulsant als germans Unuti i Narimant. Aquest darrer va fugir a la cort tàrtara per demanar ajut.

## Tver i Kholm
Al mateix temps Constantí de Tver també va anar a l'Horda per arranjar un conflicte amb el seu nebot Vsevolod de Kholm, fill d'Alexandre; Constantí va morir durant la visita (1345) i el kan va concedir el principat al seu nebot Vsevolod (1345-1348), però la victòria d'aquest fou efímera, ja que un germà del príncep difunt, Basili de Kasin, va assegurar-se la influència de Sheritungha, la mare de Janibeg, i altres influències, que li van permetre desplaçar al seu nebot (1348) que va haver de tornar al seu petit principat de Kholm.

## La pesta negra
El 1345 un general tàtar de nom Amir va fer un atac a la ciutat d'Alexin on va saquejar diversos llocs entre els quals la casa del metropolità. El mateix any 1345 la pesta negra va fer aparició a Rússia; es diu que es va originar a la Xina on va matar tretze milions de persones, i s'havia estès cap als territoris mongols. L'epidèmia es va estendre per Coràsmia, Transoxiana, Nova Sarai i Beshdeshe i va afectar també a armenis, abkhazis, circassians, jueus, i als genovesos i venecians de Crimea i es va propagar a Grècia, Síria i Egipte; els genovesos la van portar a Itàlia passant d'allí a França, Anglaterra i Alemanya; només a Londres hauria matat a 50.000 persones; a París es van matar als jueus acusat d'introduir la plaga; el 1349 s'havia estès a Escandinàvia i d'allí va passar a Pskov i Nóvgorod. Un terç de la població de Pskov va morir. Cada sacerdot havia d'enterrar almenys 30 persones al dia i els enterraments es feien en massa; els cementiris estaven plens i els cossos foren enterrats fora les muralles o als boscos. Ni els rics podien tenir infermeres. Els joves abandonaven als seus pares i parents i fugien i la gent buscava la curació en la religió. A l'hivern la plaga es va extingir; segons es creu fou una epidèmia de disenteria violenta o de còlera, marcada per una efusió de sang després de la qual els afectats només vivien dos o tres dies. Els seus efectes entre els nòmades foren tanmateix devastadors.

## Rússia i Lituània
El 1346 Simeó va fer una tercera visita a l'Horda. En aquest moment estava en conflicte amb Olgerd de Lituània que era pagà. Olgerd va enviar al seu germà Koriad per demanar ajut contra els cavallers teutons que el pressionaven però Simeó va parlar malament del príncep lituà al kan i aquest va refusar cap ajut i va entregar a Koriad a Simeó. La posició d'Olgerd no era gaire bona doncs Casimir III de Polònia havia conquerit (1339) Galítzia i Volínia, i com a zelós catòlic perseguia als seguidors del culte grec (i pagà). Els grecs ortodoxes eren nombrosos a les noves províncies però els sacerdots foren oprimits i els rituals canviats. La població va començar a donar suport a Olgerd de Lituània i el patriarcat rus va demanar a Simeó de tractar bé el gran príncep lituà Olgerd; Simeó va alliberar a Koriad, i el va enviar a casa junt amb una parenta pròpia, Juliana, filla d'Alexandre de Tver, per casar-se amb el príncep pagà de Lituània, amb la condició que els fills haurien de ser criats com a cristians. Assegurada l'aliança russa, Olgerd, amb els seus germans Kestuti i Lubart va preparar les seves forces per conquerir Volínia als polonesos.

## Tractat amb Venècia
El 15 de febrer de 1347 es va signar un tractat entre els venecians i Janibeg pel qual el kan concedia un territori a Tana a Venècia separat del territori dels genovesos, pel qual els venecians havien de fer el tràfic. Les relacions foren minuciosament regulades; els mercaders tàtars a Tana tindrien una autoritat (que portava el títol de Sichibeg)

## Fi de la lluita entre Tver i Kholm
Vers el 1348 el kan va enviar a un delegat de nom Irinchi a Moscou. En aquest temps encara seguia la lluita entre Basili de Tver i el seu nebot Vsevolod de Kholm; aquest va apel·lar al kan però les seves pretensions foren desestimades i ell mateix entregat al seu oncle que el va tractar com un esclau i va imposar un fort tribut al seu poble.

## Privilegis i visites
El 1349 Teognost, el metropolità de Moscou, va fer una nova visita a l'Horda segurament per obtenir la renovació dels privilegis que li havien estat concedits per Taidula. El 1350 Simeó va fer el seu quart viatge a l'Horda amb els seus germans i el mateix any també hi va anar Constantí de Súzdal.

## Guerra amb Hongria; fundació de Moldàvia i Valàquia
El 1351 els tàtars, empesos per la gana, van fer una incursió al districte de Bratislava, aleshores sota un príncep rus. Lluís d'Hongria, que era el seu protector va ajudar a l'expulsió dels invasors i el 1344, unit a forces del rei Casimir III de Polònia, va creuar el Buh Occidental i va fer presoner a un jove príncep tàtar; no obstant els mongols van conservar el seu domini al Dnièster encara força temps. Galítzia va passar sota sobirania de Polònia mentre les províncies occidentals de Rússia conegudes com a Petita Rússia, van restar en mans dels lituans fins al segle xvi. Aquest domini va tenir importants conseqüències: molts habitants van emigrar i es van establir com a seminòmades en una mena d'estats militars conegut com l'estat dels cosacs Zaporoges i dels Cosacs del Don. També d'aquest temps és la formació dels principats de Moldàvia i Valàquia.

## Successió al gran principat i a Starodub
El gran príncep Simeó va morir el 1353; segons el seu segell hauria estat el primer a titular-se "Gran Príncep de totes les Rússies". Al morir, dos prínceps van reclamar el tron, i van anar a Nova Sarai: Ivan Ivanovitx, germà de Simeó, i Constantí Vasilovitx de Súzdal. Nóvgorod va enviar al boiar Simon Sudakof, que va donar suport al segon, però Janibeg va designar al primer. Nóvgorod va refusar el seu reconeixement; però Constantí va morir uns mesos després i finalment Ivan fou reconegut. El fill de Constantí, Andreu, fou confirmat en la possessió de Súzdal, Nijni Nóvgorod i Gorodets (els feus paterns). D'altra banda Demetri va succeir a Ivan Feodorovitx al principat de Starodub, però va tardar dotze mesos a obtenir la confirmació del principat per part del kan.

## Murom i Briansk
La ciutat de Múrom, que sembla que havia quedat quasi deserta des de temps de Batu Khan, fou restaurada per Jordi o Yuri Yaroslavitx el 1351. Quatre anys després (1355) Jordi fou atacat i expulsat de Murom pel seu parent Feodor. Els dos prínceps van anar a l'Horda per defensar la seva posició i Feodor fou investit amb Murom, mentre Jordi era entregat a Feodor. Poc després Murom fou engolit per principat de Vladímir, El mateix 1355 Basili fou nomenat pels tàtars com a príncep de Briansk però va morir l'any següent i Briansk va caure en mans dels lituans (1356).

## Nou metropolità
El metropolità Teognost va morir el 1356, deixant una reputació de fortalesa però també d'avarícia. Alexis fou nomenat al seu lloc pel patriarca de Constantinoble; també fou consagrat llavors el bisbe Ivan de Sarai. Un any després Alexis fou cridat a l'Horda per Taidula, la vídua d'Uzbeg Khan, que s'havia casat després amb Janibeg i que sembla que era cristiana i ara estava molt malalta; el metropolità va anar a l'Horda amb aigua beneïda i la reina es va curar, rebent Alexis l'agraïment del kan, quedant-se un any a l'Horda, i no va retornar a Moscou fins a la mort de Janibeg.

## Guerra contra els cobànides
A Pèrsia el cobànida Malik Ashraf havia assolit el poder a l'Azerbaidjan però tenia forta oposició; un dels sahykhs o caps religiosos que se li oposava era Abu l-Hassan Mohayeddin de Bardaa, que va fugir a Sarai; en un sermó a aquesta ciutat va parlar del patiment del seu poble de manera tan convincent que Janibeg va decidir marxar contra Ashraf; va sortir al front de 200.000 homes en direcció a Derbent i Xirvan. Ashraf al saber el que passava, va reunir un exèrcit de 90.000 homes que es va concentrar a Tabriz; però quan Janibeg va aparèixer les seves forces estaven desmoralitzades i foren derrotades amb certa facilitat. Ashraf i el seu conseller Kaws fouren capturats i el primer decapitat sent enviat el seu cap a Tabriz per ser penjat a la porta de la mesquita de Maragha acabant amb ell la dinastia cobànida. Ashraf havia enviat una caravana amb els seus tresors cap a la fortalesa d'Alinjak però Janibeg la va interceptar i se'n va apoderar. Janibeg va restar 40 dies a Tabriz, prohibint a la seva gent saquejar la ciutat i les altres ciutats i pobles. Després va retornar cap al seu territori per Awjan, deixant com a governador de l'Azerbaidjan (a Tabriz) al seu fill Berdibeg amb 15.000 homes.

## Mort i successió
Janibeg es va posar malalt pel camí de tornava i va enviar al seu general Tughlukbeg a cridar a Berdibeg al que volia instal·lar com a successor. Per por que el seu pare es recuperés, Berdibeg el va matar. Janibeg fou enterrat al cementiri imperial a Saraitxuk a la riba del riu Jaik o Ural; Berdibeg va pujar al tron.
Els seus 17 anys de regnats són, junt amb els deu pare Uzbeg Khan, els més gloriosos de l'Horda d'Or. Les seves monedes estan datades entre el 1341 i el 1357 i foren encunyades a Sarai, Gulistan, Nova Sarai, Nova Gulistan, Nova Ordu, Khwarezm, Mokhshi, Barchin i Tabriz; en algunes consta el títol de "Sultà Suprem Jalal al-Din Mahmud Janibeg Khan"; a les monedes en persa figura el seu nom com a Chambek Khan i el títol "Sultà Just Jalal al-Din Mahmud". Von Hammer diu que Janibeg vol dir "Príncep dels Esperits".